# Ceratosphys cryodeserti
Ceratosphys cryodeserti es una especie de miriápodo cordeumátido de la familia Opisthocheiridae endémica de la España peninsular; se encuentra en el medio subterráneo superficial de Sierra Nevada.